# Juanita Nielsen
Juanita Joan Nielsen, née à New Lambton le 22 avril 1937 et disparue à Kings Cross (Sydney) le 4 juillet 1975, est une éditrice australienne dont la disparition reste une des plus grandes énigmes judiciaires du pays.

## Biographie
Juanita Joan Smith est née à New Lambton en Nouvelle-Galles du Sud de Niel Donovan Smith et Vilma Grace Meares. Ses parents se séparent peu après sa naissance. Elle est alors élevée par sa mère. Par son père, elle fait partie des héritières de la fortune acquise par Mark Foy's, un célèbre grand magasin australien actif fondé en 1885, ayant commencé à devenir déficitaire au milieu des années 1960, jusqu'à cesser son activité en 1980.
Juanita Smith travaille pour l'entreprise familiale jusqu'en 1953 puis commence à voyager hors de son pays natal. En 1959, à Kobe au Japon, elle épouse un marin danois nommé Jorgen Fritz Nielsen. Le mariage ne dure que quelques années et Juanita revient travailler pour Mark Foy's. En 1970, elle devient l'éditrice de NOW, un journal dédié au district de Kings Cross, à Sydney. Juanita Nielsen se montre très active dans la lutte contre un projet de développement urbain qui devait mener à l'expulsion de douzaines d'habitants des pittoresques maisons de ville de Victoria Street (Juanita vivait au 202 de cette rue).
La disparition de Juanita Nielsen n'a jamais été élucidée et a servi de prétexte à deux longs-métrages : The Killing of Angel Street (1981), et Heatwave (1982). On soupçonne cette disparition d'être directement liée aux positions de Juanita Nielsen contre le projet de développement urbain et contre la corruption.

## Disparition
Le 4 juillet 1975, alors qu'elle est âgée de 38 ans, Juanita Nielsen se rend au Carousel Club de King's Cross, qui envisage de diffuser une publicité dans Now. Ce club fait partie des nombreux bars et clubs de strip tease possédés par Abe Saffron, une importante personnalité du crime organisé à Sydney. L'enquête a révélé que le directeur du Carousel Club, James Anderson, avait invité Juanita Nielsen à une soirée pour la presse quelques semaines plus tôt, le 13 juin, mais elle n'y était pas allée, ce qui semble avoir rendu Anderson furieux. Quelques jours plus tard, l'attaché de presse du club a à nouveau invité Juanita Nielsen qui, méfiante, a refusé de faire le déplacement. Enfin, le 30 juin, elle a reçu un coup de téléphone de Shayne Martin-Simmonds, le barman du Carousel, qui affirmait vouloir diffuser une publicité dans Now. On sait depuis les aveux de Martin-Simmonds que le plan était de se faire ouvrir la porte de Juanita afin de s'emparer de sa personne, mais que ce projet a été abandonné lorsque c'est David Farrell, l'ami de Juanita, qui s'est présenté à la porte. Le but de cet enlèvement, selon Martin-Simmonds, était juste de l'amener auprès de gens qui voulaient lui parler. Un de ses voisins qui lui aussi gênait les promoteurs par ses prises de position publiques, Arthur King, avait été enlevé trois jours afin de l'intimider.
La nuit du 3 juillet, Loretta Crowford, réceptioniste du club, a eu pour instruction d'appeler Nielsen pour lui proposer un rendez-vous au club le lendemain matin, pour discuter de la diffusion d'une publicité dans Now. Elle a dit plus tard qu'elle avait été surprise que Nielsen accepte, puisque le Club ne diffusait pas de publicité dans la presse locale. Bien que très méfiante, en effet, Juanita Nielsen avait fini par accepter de répondre à la sollicitation. Elle s'y est rendue, et n'a plus jamais été vue depuis. On pense qu'elle a été enlevée et assassinée. Son sac à main a été retrouvé huit jours plus tard le long d'une autoroute à l'ouest de Sydney.

## L'enquête du coroner
Une enquête du coroner, réalisée « au nom de la Couronne » et distincte de l'enquête judiciaire, s'est tenue en 1983. Elle pose l'hypothèse du meurtre de Juanita Nielsen, sans pouvoir en établir les circonstances exactes ni l'identité du ou des auteurs. Elle pointe aussi la manière dont la corruption de la police a nui à l'enquête.

### Suspects
Bien que l'on n'ait pas pu établir l'identité du ou des meurtriers, diverses personnes sont suspectes d'avoir conspiré contre Juanita Nielsen et de l'avoir réduite au silence. Ce sont :
- Frank Theeman, un homme d'affaires de Sydney, promoteur du projet de modification urbaine touchant Victoria Street. L'enquête a montré qu'il existait des liens d'affaires entre lui et les deux suivants, Saffron et Anderson ;
- Abe Saffron, propriétaire du night-club le Carousel, surnommé the Boss of the Cross ou Mr Sin (en français, "Monsieur Péché"), propriétaire de nombreux lieux à Kings Cross et accusé de nombreuses activités criminelles : paris illégaux, proxénétisme, trafic de drogue et débits de boissons alcoolisées trafiquées. Il arrosait la ville de pots-de-vin, dont ont notamment profité un Premier ministre de la Nouvelle-Galles du Sud ou le commissaire principal Norman Allan ;
- James Anderson, directeur du Carousel et longtemps considéré comme le suspect principal dans l'affaire. Il devait une somme considérable à Theeman, le promoteur immobilier ;
- le sergent Fred Krahe, ancien enquêteur de police et client régulier du Vénus Room, une boite de nuit possédée par Saffron. Il était employé par les promoteurs du projet immobilier pour intimider les résidents récalcitrants et les pousser à quitter leurs logements ;
- Eddie Trigg, employé du Carousel, ayant participé à la tentative d'enlèvement avortée de la semaine précédente.

Enfin, selon Barry Ward, un des deux premiers journalistes à avoir couvert l'affaire, et qui n'a jamais cessé de s'y intéresser, l'histoire du Carousel est un leurre, destiné à masquer la culpabilité d'autorités policières et politiques que les accusations de Juanita Nielsen mettaient en danger.

## L'héritage politique
L'activisme et la mort de Juanita Nielsen n'ont pas été vains et s'inscrivent dans un mouvement plus général de prise de conscience écologique et environnementale à Sydney et dans d'autres villes d' Australie. Jusqu'à cette époque, les activités des promoteurs n'étaient pas discutées et étaient considérées comme positives pour la communauté, mais le mouvement des Green bans, une forme d'activisme environnemental, a modifié la perception des choses pour le public. Victoria Street, dont les autorités ont reconnu la valeur historique, a été épargnée des démolitions et le numéro 202, ou vivait Juanita Nielsen, est classé comme patrimoine historique.